# Raphael Mechoulam

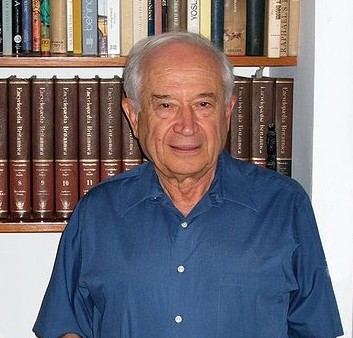
Raphael Mechoulam

Raphael Mechoulam (hebräisch רפאל משולם; * 5. November 1930 in Sofia, Königreich Bulgarien; † 9. März 2023 in Jerusalem, Israel) war ein vielfach ausgezeichneter israelischer Hochschullehrer für Pharmazeutische Chemie und Naturstoffe an der Hebräischen Universität Jerusalem. Er gilt als der Großvater der Erforschung des medizinischen Cannabis und überzeugte die Politik in Israel von ihrem Nutzen. Er erforschte die Pflanze über Jahrzehnte und entdeckte das Endocannabinoid-System des Nervensystems.

## Leben
Raphael Mechoulam wurde 1930 in eine sephardische Familie in der bulgarischen Hauptstadt Sofia geboren, wo sein Vater Leiter des Jüdischen Krankenhauses war. Nachdem die Familie vor den Nazis hatte fliehen müssen, wurde der Vater Hausarzt in kleinen Dörfern. Er wanderte im Jahr 1949 mit seiner Familie aus Bulgarien nach Israel aus. Nach seiner Auswanderung musste Mechoulam ein Jahr warten, bevor er sein Studium der Chemie antreten konnte, da zunächst noch die Arabische Legion das Gebiet kontrollierte, in dem sich die Labore der Hebrew University befanden. Während seines Militärdienstes widmete er sich der Erforschung von Insektiziden. Mechoulam studierte Biochemie an der Hebrew University of Jerusalem, promovierte 1958 bei Franz Sondheimer am Weizmann-Institut für Wissenschaften und erhielt im Anschluss eine Postdoktorandenstelle am Rockefeller Institute (heute Rockefeller University) in New York. 1960 begann er am Weizmann-Institut seine Forschung an den natürlichen Produkten der Cannabispflanze und setzte sie 1966 an der Hebrew University of Jerusalem fort.
Schon 1963 isolierte er aus den rund 1.000 Substanzen das Cannabidiol (CBD), ein Molekül, das einen therapeutischen Effekt auslöst – und dabei kaum psychoaktiv wirkt. Es ist eines der medizinisch bedeutendsten Bestandteile von Cannabis. Ein Jahr darauf isolierte er auch den Stoff, der die Bewusstseinsänderung bewirkt – Tetrahydrocannabinol (THC).

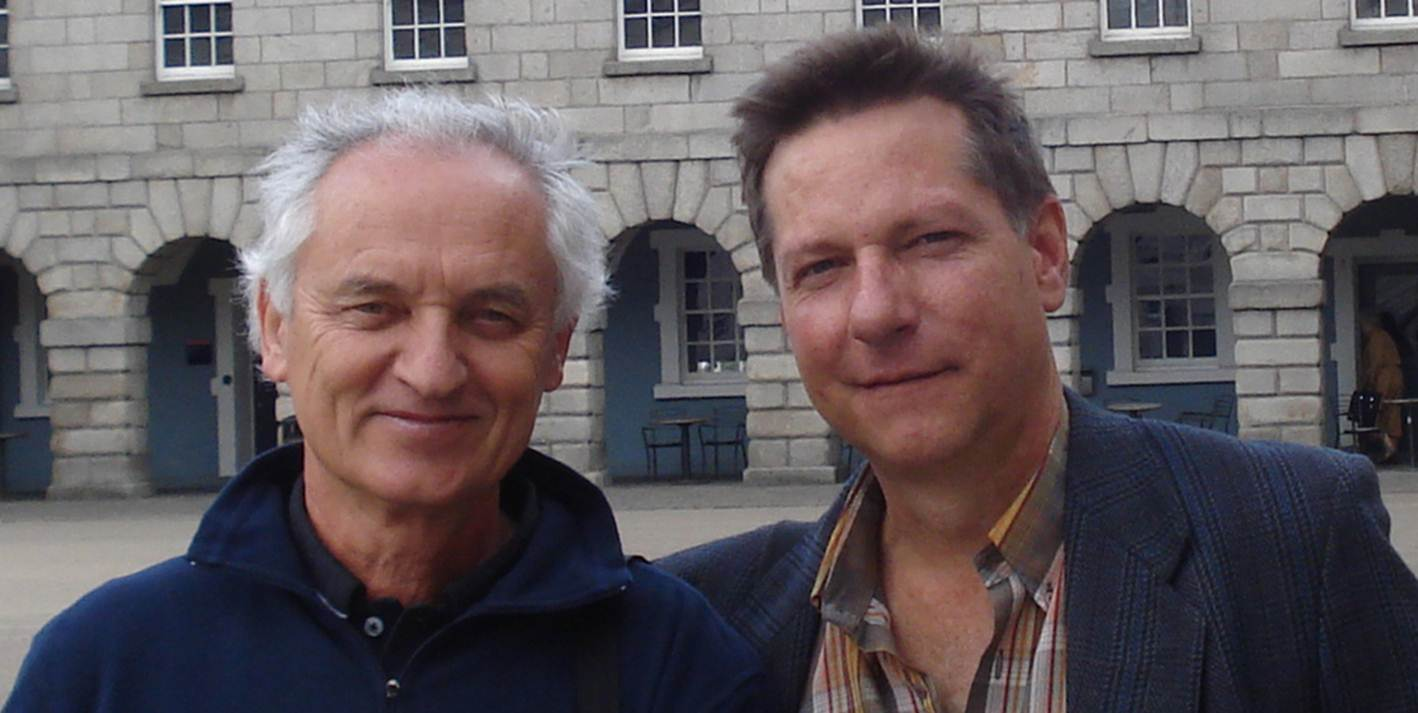
Der tschechische Chemiker Lumír Ondřej Hanuš und der amerikanische Molekularpharmakologe William Anthony Devane.

1992 isolierte und identifizierte er zusammen mit seinen Mitarbeitern Lumír Hanuš und William Devane das Endocannabinoid Anandamid, und 1995 das 2-Arachidonylglycerol (2-AG) zusammen mit Shimon Ben-Shabat. Diese bilden zusammen mit den spezifischen Rezeptoren das Endocannabinoid-System – ein wichtiges biochemisches endogenes System, das sich im Gehirn befindet und an einer Vielzahl von physiologischen Funktionen beteiligt ist. Mechoulam belegte in wissenschaftlichen Studien die Effektivität von Cannabis bei zahlreichen Krankheiten. Er sorgte dafür, dass israelische Firmen an mehr als 80 Prozent aller weltweiten Cannabis-Patente beteiligt sind.
Mechoulam erhielt im Jahr 2000 den Israel-Preis für Chemie und 2019 den Harvey-Preis. Er ist international bekannt für seine Forschung über natürliche und endogene Cannabinoide. Ihm und seiner Arbeitsgruppe gelang als erstes die Synthese von Tetrahydrocannabinol, Cannabidiol und Cannabigerol sowie die Identifizierung der Endocannabinoide Anandamid und 2-AG. Er publizierte mehr als 350 wissenschaftliche Artikel und war ab 1994 gewähltes Mitglied der Israelischen Akademie der Wissenschaften.

## Werke
Aufsätze
- R. Mechoulam, Y. Shvo: Hashish. I. The structure of cannabidiol. In: Tetrahedron. Band 19, Nummer 12, Dezember 1963, S. 2073–2078, PMID 5879214.
- Y. Gaoni, R. Mechoulam: Isolation, Structure, and Partial Synthesis of an Active Constituent of Hashish. In: Journal of the American Chemical Society. 86, 1964, S. 1646–1647, doi:10.1021/ja01062a046.
- Yechiel Gaoni, Raphael Mechoulam: Isolation and structure of .DELTA.+- tetrahydrocannabinol and other neutral cannabinoids from hashish. In: Journal of the American Chemical Society. 93, 1971, S. 217–224, doi:10.1021/ja00730a036.

Monografien
- Marijuana, Chemistry, Pharmacology, Metabolism and Clinical  Effects. Academic Press, New York, 1973.
- Cannabinoids as Therapeutic Agents. CRC Press, FL. 1986.
- Trends in Medicinal Chemistry. S. Sarel, R. Mechoulam, I. Agranat (eds). Blackwell Publ. Oxford, 1991.
- Cannabinoids as Therapeutics. Birkhauser, Basel, 2005.

## Filme
- Der einstündige biographische Dokumentarfilm The Scientist auf YouTube von Zach Klein zum Lebenswerk von Prof. Raphael Mechoulam, 2015, Canna Foundation